# Andranovorivato
Andranovorivato is een plaats en commune in het zuiden van Madagaskar, behorend tot het district Fianarantsoa II, dat gelegen is in de regio Haute Matsiatra. Tijdens een volkstelling in 2001 telde de plaats 22.000 inwoners.
De plaats biedt naast lager onderwijs ook middelbaar onderwijs aan. 93 % van de bevolking werkt als landbouwer. De belangrijkste landbouwproducten zijn rijst en bonen; andere belangrijke producten zijn maniok en zoete aardappelen. Verder is 7% actief in de dienstensector.